# Anchialo
Nella mitologia greca, Anchialo (in greco antico: Ἀγχίαλος) era il nome di un guerriero acheo che accompagnò gli eserciti di Agamennone e Menelao nella guerra di Troia, citato al libro V dell'Iliade. Perse la vita negli scontri nel corso del decimo anno di guerra.

## Il mito
Guerriero valoroso ed esperto, Anchialo tentò col compagno Meneste un coraggioso assalto ad Ettore: saliti su un solo cocchio, affrontarono l'eroe, protetto da Ares, cadendo entrambi trafitti dalla sua lancia. Furono gli unici eroi a disobbedire all'eroe Diomede, il quale, sconfortato dalla presenza di Ares tra i Troiani, aveva appena imposto ai suoi uomini di non avanzare di fronte alla pressione del nemico.
La loro morte suscitò lo sdegno di Aiace Telamonio, il quale, postosi in difesa dei loro cadaveri, trafisse a sua volta il troiano Anfio finché, travolto dalla furia degli avversari, fu costretto a retrocedere. Non si sa quale fu la sorte dei corpi di Meneste ed Anchialo.

## Curiosità
Ad Anchialo è intitolato l'asteroide troiano 18263 Anchialos.

### Fonti
- Omero, Iliade, libro V, versi 608-609.

-  Omero, Iliade, traduzione di Rosa Calzecchi Onesti, 2ª ed., Torino, Einaudi, 1990, ISBN 978-88-06-17694-5.
-  Omero, Iliade, a cura di Manara Valgimigli e Carlo Muscetta, traduzione di Vincenzo Monti, 9ª ed., Milano, Mondadori, 2007, ISBN 978-88-04-53902-5.